# Myrmecocystus ewarti
Myrmecocystus ewarti är en myrart som beskrevs av Roy R. Snelling 1971. Myrmecocystus ewarti ingår i släktet Myrmecocystus och familjen myror. Inga underarter finns listade i Catalogue of Life.

## Bildgalleri

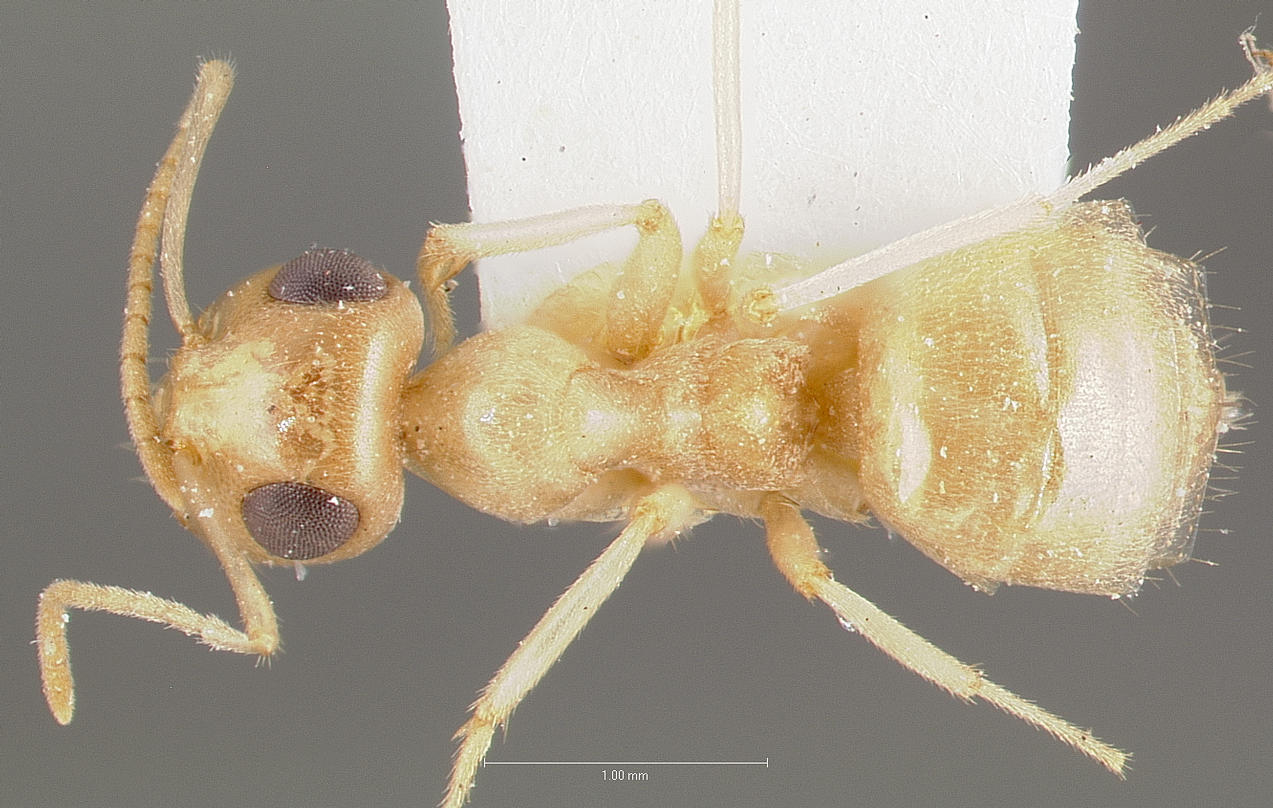
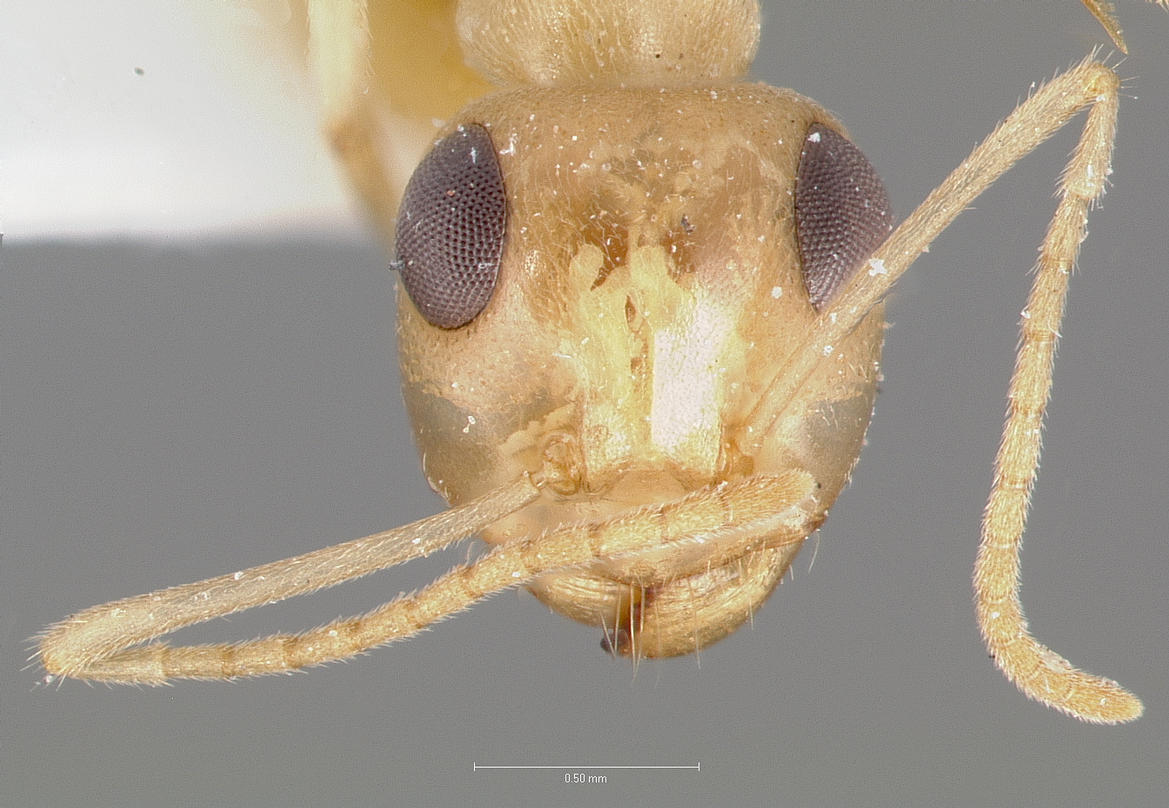
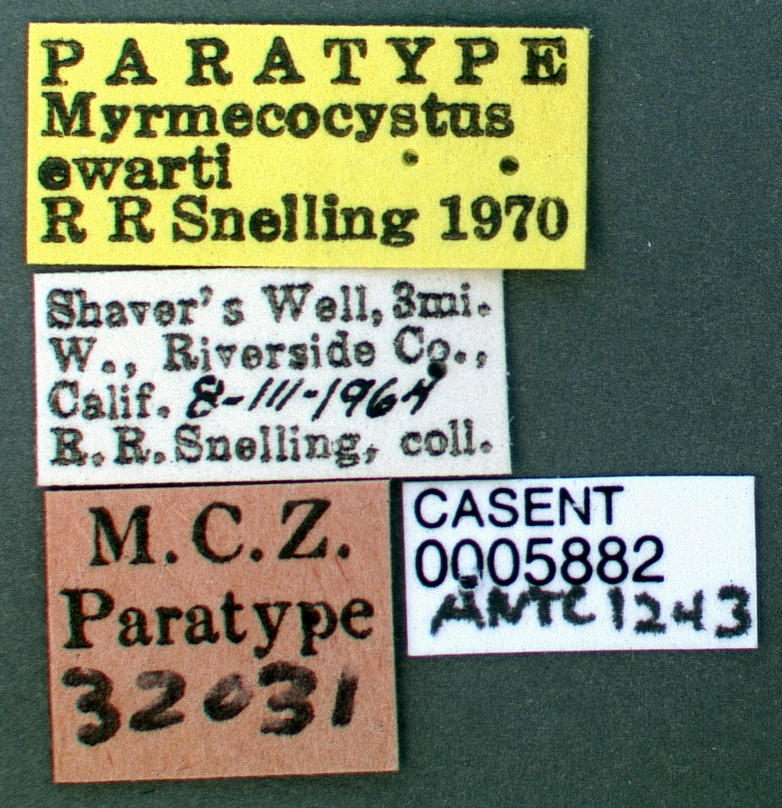
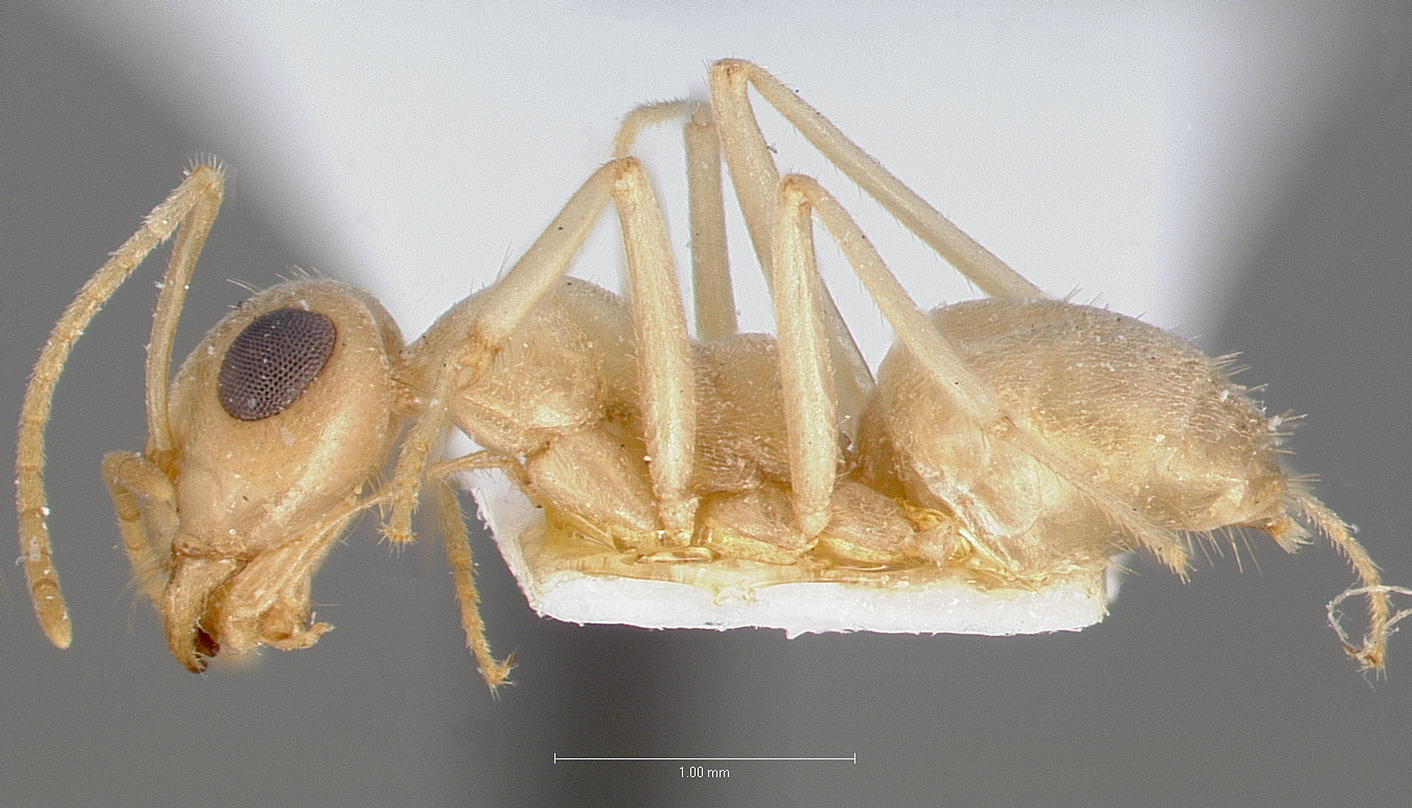